# Songs from the Trilogy

Songs from the Trilogy est un album de compilation d'extraits provenant de la trilogie informelle des opéras Einstein on the Beach, Satyagraha et Akhnaten, composés par Philip Glass. La plupart de ces extraits sont des versions raccourcies des enregistrements originaux. Cet album est intéressant car il permet de comparer le style des trois opéras. À ce propos, Philip Glass déclarait, dans la préface de Akhnaten: « En dépit de leurs différences de timbre et d'atmosphère, les trois opéras de cette trilogie sont intimement liés du point de vue musical. Les "charnières" (petites scènes de raccord) d'Einstein on the Beach sont devenues la source des éléments musicaux principaux des autres opéras (Dans Akhnaten ceci sera particulièrement évident dans l'épilogue.)»

## Liste des pistes
- “Protest” - 4:19 (Satyagraha)
- “Evening Song” - 4:07 (Satyagraha)
- “Hymn to the Sun” - 6:16 (Akhnaten)
- “Trial/Prison” - 2:47  (Einstein on the Beach), version raccourcie de I Feel the Earth Move
- “Akhnaten & Nefertiti” - 4:15 (Akhnaten)
- “Kuru Field of Justice” - 6:04 (Satyagraha)
- “Knee” - 3:32 (Einstein on the Beach)
- “Tolstoy Farm” - 4:54 (Satyagraha)
- “Window of Appearances” - 4:22 (Akhnaten)
- “Bed” - 3:40 (Einstein on the Beach)
- “Epilogue” - 4:18 (Akhnaten)
- “Knee 5” - 5:10 (Einstein on the Beach)

## Enregistrements originaux
- Einstein on the Beach provient de l'enregistrement du Big Apple Recording Studio de New York (1978), avec Lucinda Childs (récitante), Sheryl Sutton (récitante), Jon Gibson (saxophone soprano), Richard Landry (clarinette basse), Philip Glass (orgue), Iris Hiskey (soprano), George Andoniadis (orgue), Paul Zukofsky (violon) et le Philip Glass Ensemble dirigé par Michael Riesman.
- Satyagraha provient de l'enregistrement du Studio A de RCA à New York (1984), avec Douglas Perry (ténor), Claudia Cummings (soprano), Sheryl Woods (soprano), Rhonda Liss (alto), Robert McFarland (baryton), Scott Reeves (basse) et le New York City Opera and Chorus, dirigé par Christopher Keene.
- Akhnaten provient de l'enregistrement de l'église de Karlsruhe et du Tonstudio Bauer de Ludwigsburg (1987), avec Paul Esswood (ténor), Milagro Vargas (soprano) et le Stuttgart State Opera Orchestra and Chorus, dirigé par Dennis Russell Davies.